# Elvasia essequibensis
Elvasia essequibensis là một loài thực vật có hoa trong họ Ochnaceae. Loài này được Engl. mô tả khoa học đầu tiên năm 1876.